# Hasan Mermer
Hasan Hüseyin Mermer (* 14. November 1994 in Ankara, Türkei) ist ein türkischer Beachvolleyball- und ehemaliger Volleyballspieler.

## Karriere

### Karriere Halle
Der Außenangreifer startete seine Karriere bei TVF Spor Lisesi in der zweiten türkischen Liga (Erkekler Ligi), wechselte während der Saison 2013/14 zu Maliye Milli Piyango Ankara. Mit seiner neuen Mannschaft wurde er Sechster in der Beletage (Efeler Ligi) seines Heimatlandes, stand im Pokalhalbfinale und belegte den fünften Rang im CEV Cup. In der nächsten Spielzeit startete der Club aus der Hauptstadt im Challenge Cup, wo er ebenfalls in der Runde der letzten Acht ausschied. In den folgenden Jahren war Mermer noch bei drei weiteren Vereinen tätig, bestes Resultat war der Viertelfinaleinzug im Landespokal 2021 mit Tokat Belediye Plevnespor. Nach dem Engagement bei TED Ankara Kolejliler SK in der anschließenden Saison beendete Hasan Mermer seine Hallenkarriere.

### Karriere Beach
Mit Selçuk Şekerci sowie Sefa Urlu gewann der in der Hauptstadt seines Heimatlandes geborene Sportler 2015 einige nationale Turniere, mit Letzterem erreichte er ein Jahr zuvor das Achtelfinale der U22-Europameisterschaften. Mit beiden Partnern gelang je ein Sieg bei der Turnierserie der Balkan Volleyball Association (BVA). Mit Urlu stand er 2016 in der ersten Hauptrunde der Kish Island und der Antalya Open, wobei die Leistung im Iran etwas höher zu bewerten ist, da die beiden Athleten sich zunächst in der Qualifikation durchsetzen mussten. während sie in der türkischen Großstadt für das Hauptfeld eine Wildcard erhielten. Ein Spieljahr später startete Mermer zuerst mit Ali Nurettin und danach mit Murat Giginoğlu, mit dem er bei der EM nur einen Satz für sich entscheiden konnte. 2018 wieder mit Urlu an seiner Seite war das Duo auf internationaler Ebene deutlich erfolgreicher. Zu einem vierten Platz beim Ein-Stern-Wettbewerb in Aydin kamen Achtelfinalteilnahmen bei den höherklassigen Drei-Sterne-Events in Mersin, Haiyang und Tokio hinzu. Bei den Mittelmeerspielen in Tarragona sicherten sie sich im Spiel um den dritten Platz Bronze gegen die Franzosen Quincy Ayé und Youssef Krou.
Nach einem Wechsel zu  Yusuf Özdemir am Jahresende und einer dreijährigen Pause entschieden sich Urlu und Mermer zum dritten Mal für eine Zusammenarbeit. Ihren bis zu diesem Zeitpunkt wertvollsten Erfolg erkämpften die beiden beim Challenge in Agadir, als sie nach erfolgreich überstandener Qualifikation gegen die späteren Olympiateilnehmer Hodges / Schubert im Pool E die weiteren Olympioniken Krou / Gauthier-Rat sowie die Mexikaner Sarabia / Virgen bezwingen konnten und erst im Viertelfinale von den Siegern des Events, dem Olympiafünften Stefan Boermans mit seinem Partner Matthew Immers,  gestoppt werden konnten. Im gleichen Jahr sicherten sich die Türken die Bronzemedaille beim Futures in Geelong und den Sieg bei der Balkanmeisterschaft. Diesen Titel konnte Hasan Mermer  2024 mit seinem neuen Partner Sacit Kurt verteidigen.